# ギマエック
ギマエック （Guimaëc、ブルトン語:Gwimaeg）は、フランス、ブルターニュ地域圏、フィニステール県のコミューン。トレゴロワ地方に属する。

## 歴史

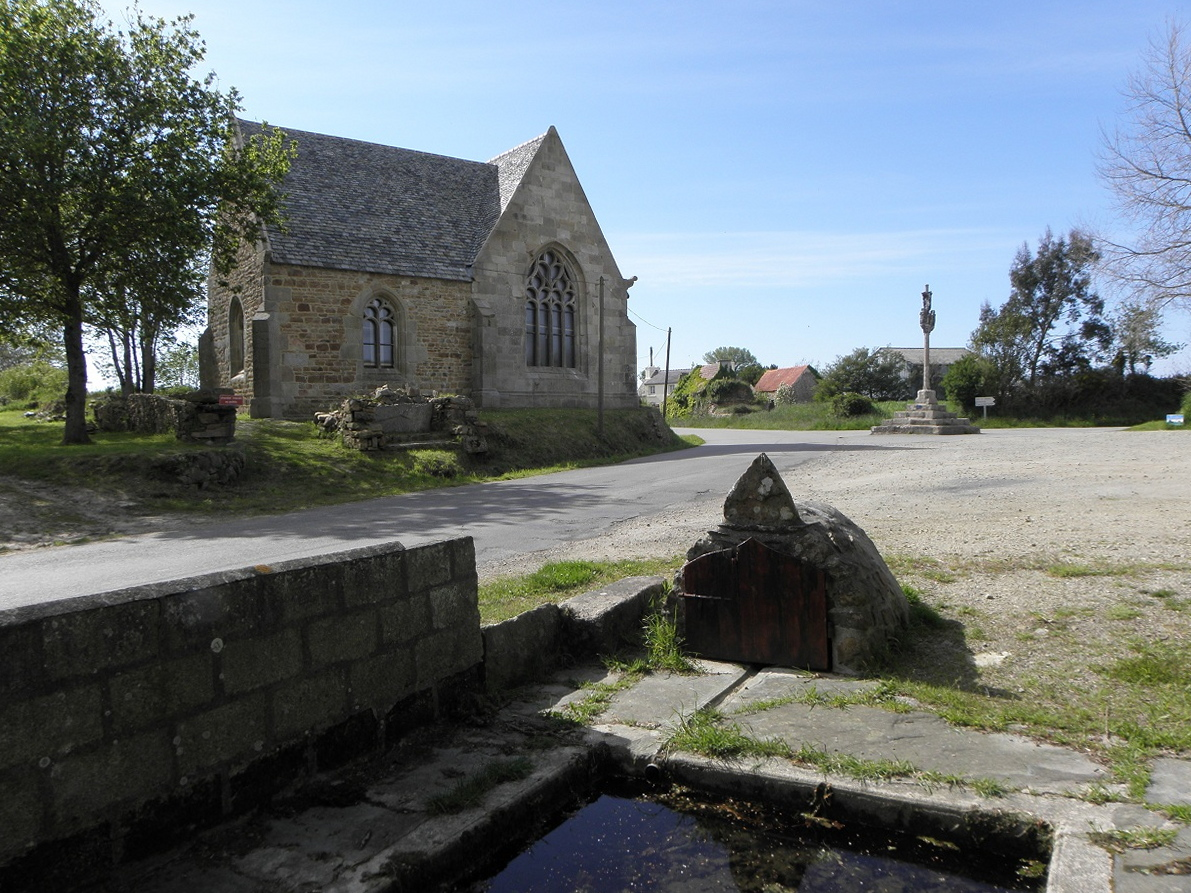
クリスト礼拝堂と泉

新石器時代から人が暮らしていたことが、巨石記念物の存在で証明されている。ギマエックは、アルモリカの原始教区ploueに属していた。ランムールとロスキレックの教区も設置された。Ploemaecの名はGuimaëcにとって変わって14世紀に消滅した。Guimaëcとはすなわち、聖メック（Maeoc）の町を意味する。Maeocの名には saint Maeoc、saint Mic、saint Nic、saint Mayeux、Saint Mieuxといったバリエーションがあった。伝説によると、聖人の遺体をブルターニュの他にある光栄な土地に埋葬しようとしたが、彼の遺体は墓の外に出てしまい無駄に終わったという。架空のこの聖人は、時には聖メロワール（Saint Méloir）と同一視された。メロワール自身がメラール（saint Mélar）という派生した名称を持っていた。このメラールという名は、現在はなくなっているがかつてサン・メラール礼拝堂が教区内に存在したことで証明されている。
田舎の教区であるギマエックは重要な存在だった。ギマエックは19世紀には人口2000人ほどを数えた。ギマエックでは中世後期から集中的に穀物が生産されていた。この繁栄で、大貴族の領地内にギマエックは含まれた。16世紀には約30の貴族の住宅があり、そのうちの多くでは労働する紳士階級が暮らしていた。
ユグノー戦争時代、ギマエックではオオカミの頭数が増加した。ギマエックやプルガヌのクリスト礼拝堂は、コエニザン領主お抱えの猟師たちに『オオカミの義務』（du devoir du loup）という税を支払っていた。この税金は1599年から1600年にかけ6回支払われた。
1980年代、フランス電力はギマエック内のベグ・アン・ブリの崖に原子力発電所を建設する計画を発表した。その後計画はプロゴフの原子力発電所計画に集中したため、ギマエックの計画は放棄された。

## 人口統計
| 1962年 | 1968年 | 1975年 | 1982年 | 1990年 | 1999年 | 2006年 | 2010年 |
| ------ | ------ | ------ | ------ | ------ | ------ | ------ | ------ |
| 952    | 910    | 826    | 810    | 880    | 855    | 912    | 952    |

参照元:1999年以降EHESS、2000年以降INSEE

## ブルトン語
2004年12月22日、ブルトン語の日常使用を促進するYa d'ar brezhoneg憲章の批准がコミューン議会で可決された。2008年2月、コミューンに憲章から第2レベルを授けられた。